# 拉普瓦特维尼耶尔
拉普瓦特维尼耶尔（法語：La Poitevinière，法語發音：[la pwatvinjɛʁ] ⓘ）是法国曼恩-卢瓦尔省的一个旧市镇，属于绍莱区。2015年12月15日，拉普瓦特维尼耶尔和相邻的9个市镇合并为新市镇莫日地区博普雷欧（Beaupréau-en-Mauges）。

## 地理
拉普瓦特维尼耶尔（47°13'40"N, 0°53'51"W）面积26.73 平方千米，位于法国卢瓦尔河地区大区曼恩-卢瓦尔省，该省份为法国西部内陆省份，大致对应安茹地区，北起顺时针与马耶讷省、萨尔特省、安德尔-卢瓦尔省、维埃纳省、德塞夫勒省、旺代省、大西洋卢瓦尔省和伊勒-维莱讷省接壤。
与拉普瓦特维尼耶尔接壤的市镇（或旧市镇、城区）包括：莫日地区博普雷欧、雅莱、莫日地区讷维、莫日地区勒潘、拉萨勒和沙佩勒欧布里。

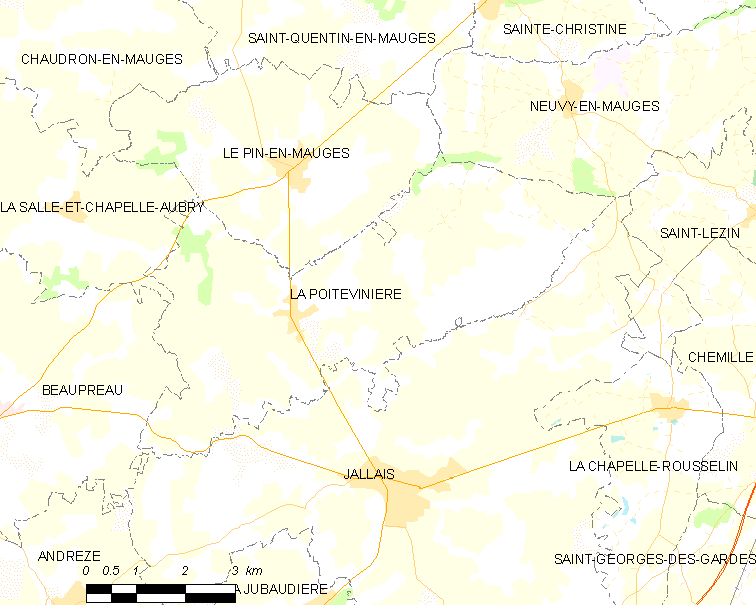
拉普瓦特维尼耶尔的OSM定位图

拉普瓦特维尼耶尔的时区为UTC+01:00、UTC+02:00（夏令时）。

## 行政
拉普瓦特维尼耶尔的邮政编码为49510，INSEE市镇编码为49243。

## 政治
拉普瓦特维尼耶尔所属的省级选区为莫日地区博普雷欧县。

## 人口

1962-2008年间拉普瓦特维尼耶尔人口变化图示

拉普瓦特维尼耶尔于2018年1月1日时的人口数量为1100人。